# Julien Escudé
Julien Escudé född 17 augusti 1979 i Chartres, Frankrike är en fransk före detta fotbollsspelare (mittback).

## Klubbkarriär
Escudé inledde sin karriär med ett år i AS Cannes innan hans insatser ledde honom till Stade Rennais FC år 1999. Dåvarande tränaren i Stade Rennais, Paul Le Guen, hade hållit ett öga på den unga mittbacken under en lång tid och var tillfreds med värvningen. 
Under fyra år och 142 matcher spelade Escudé i norra Frankrike innan det holländska topplaget AFC Ajax kunde köpa loss den vänsterfotade backen. Där var han kontrakterad i 2,5 år innan Sevilla FC i januari 2006 övertog hans kontrakt för 1,9 miljoner euro.

## Landslagskarriär
Escudé medverkade i det franska landslaget för första gången i oktober 2006, i en match mot Färöarna (5-0).